# Bildungstheorie
Bildungstheorie bezeichnet die wissenschaftliche bzw. systematische Beschäftigung mit Bildung bzw. dem Bildungsbegriff. Klassische Fragestellungen der Bildungstheorie befassen sich mit der individuellen, wirtschaftlichen und gesellschaftlichen Relevanz von Bildung. Zentral ist aber auch die Frage nach den Inhalten von Bildung und schließlich, in die Nähe der Didaktik reichend, Problemstellungen zur Vermittelbarkeit von Bildung.

## Historische Entwicklung

### Der historische Ursprung des Bildungsbegriffs
Der Begriff Bildung ist im deutschen Sprachraum durch die Lehre von Meister Eckhart eingeführt worden und lässt sich nur schwer in andere Sprachen übersetzen. Im Englischen und Französischen sind die Termini education und formation in Gebrauch. Education trifft, was im Deutschen mit Erziehung gemeint ist. Formation beschreibt Prozesse der inneren Formwerdung (Shaftesbury: inward form), die – modern formuliert – auf Entwicklung und Ausdifferenzierung ästhetischer, kognitiver und moralischer Strukturen anspielen.
Vom Bildungsbegriff der deutschen Mystik Meister Eckharts setzt sich der pädagogische Begriff der Bildung des Menschen ab, wie er von Wilhelm von Humboldt in einem Bruchstück unter dem Titel „Theorie der Bildung des Menschen“ (1792/93) in die philosophisch-pädagogische Anthropologie importiert und auf die Entwicklung des Menschen und des Menschengeschlechts fokussiert worden ist.

### Neuhumanismus
Nach bedeutenden Vorarbeiten bei Comenius im 17. Jahrhundert wurde erstmals systematisch über eine Theorie der Bildung im Ausgang der Aufklärung im Neuhumanismus um 1800 nachgedacht. Maßgeblich begründet von Wilhelm von Humboldt, beeinflusst vom deutschen Idealismus und dem Werk von Dichtern wie Johann Wolfgang von Goethe. Die neuhumanistische Bildungstheorie Humboldtscher Fassung hat ihren programmatischen und organisatorischen Niederschlag in seinen Schriften zum Bildungswesen gefunden, hingegen beherrschte das Konzept der enzyklopädischen Bildungstheorie Georg Wilhelm Friedrich Hegels das höhere Schulwesen Deutschlands im 19. und in weiten Teilen des 20. Jahrhunderts.

### Philanthropismus
Im letzten Drittel des 18. Jahrhunderts begründete Johann Bernhard Basedow (1724–1790) die Bewegung der sogenannten Menschenfreunde. Ihr Fokus lag auf einem Konzept schulischer Bildung, welches sich eng an Jean-Jacques Rousseaus Bildungs- und Erziehungsphilosophie und Goethes „Wilhelm Meister“ anlehnte. Es grenzte sich deutlich von der neuhumanistischen Bildungstheorie und Bildungspragmatik ab. Seinen organisatorischen und schulpädagogischen Ausdruck fand der Philanthropismus in den „Philanthropinen“. Auf das erste Philanthropin in Dessau folgten weitere Schulgründungen durch Mitarbeiter wie Joachim Heinrich Campe, Salzmann, Trapp, Gutsmuths. Friedrich Immanuel Niethammers Streitschrift Der Streit des Philanthropismus und Humanismus in der Theorie des Erziehungsunterrichts unserer Zeit von 1808 gipfelte in der Pointe, dass sowohl die neuhumanistische wie die philanthropistische Bildungsprogrammatik standesbürgerliche Bildung betreibe und nicht allgemeine Menschenbildung.

### Bildungstheorie im 19. Jahrhundert
Im Verlauf des 19. Jahrhunderts hat sich der neuhumanistische Ansatz aufgrund seiner rekonstruierenden Anlehnung an die griechische enkyklios paideia – die antike Vorstellung eines in sich geschlossenen Bildungskreises – als geschichtlich überholt erwiesen. Kritische Einwürfe bezogen sich auf die greifbarste praktische Folge, nämlich die Überbetonung der altsprachlichen Fächer (Lateinisch, Altgriechisch) gegenüber den modernen Fremdsprachen und den so genannten „Realien“ der Mathematik und Naturwissenschaften. Humboldts Plan einer Einheitsschule mit den aufeinander aufbauenden Stufen des Elementarunterrichts, des Schulunterrichts und des Universitätsunterrichts ist durch den Enzyklopädismus der dialektischen Philosophie Georg Wilhelm Friedrich Hegels und dessen Bildungstheorie abgelöst worden. Im Zuge gesellschaftlicher Modernisierung und sich durchsetzender Industrialisierung konnten Konzeptionen einer realistischen Bildung allgemein überzeugen, nicht zuletzt indem auch sie in ihren formalen Bildungsgehalten bildungstheoretisch anschließen konnten (u. a. Georg Kerschensteiner, der als Initiator beruflicher Bildung und Begründer der Berufsschule anerkannt ist).

### Bildungstheorie im 20. Jahrhundert
Wichtige Vertreter der geisteswissenschaftlichen Pädagogik des 20. Jahrhunderts waren Eduard Spranger, Herman Nohl, Wilhelm Flitner, Erich Weniger, Theodor Litt. Eine scharfe Kritik der geisteswissenschaftlichen Pädagogik veröffentlichte Siegfried Bernfeld bereits in den 1920er Jahren, sie dominierte die Pädagogik in Westdeutschland jedoch bis in die 1960er Jahre. Die Diskussion verlief bis zu einem ihrer letzten Vertreter und Überwinder Wolfgang Klafki besonders zwischen materialen und formalen Bildungstheorien. Er vermittelte beide zunächst durch die kategoriale Bildung (vgl. Klafki 1959).
Die kritische Theorie der Frankfurter Schule beschäftigte sich mit dem Ideologiegehalt von Bildungstheorien (siehe auch Ideologiekritik). Theodor W. Adorno stand dem Ideal der wohlausgewogenen Persönlichkeit skeptisch gegenüber, u. a. in seiner „Theorie der Halbbildung“. Als Ziel von Bildung nach dem Rückfall in die Barbarei formulierte er die „Erziehung zur Entbarbarisierung“.

### Bildungstheorie nach dem Zweiten Weltkrieg
Aufgrund der als konservativ einstufbaren Tendenzen der neuhumanistischen Bildung geriet der Begriff der Bildung im Zug der Studentenbewegung und kritischer Gesellschaftstheorien, angeregt durch die so genannte Frankfurter Schule in die Kritik. Die radikalste Forderung war, den Begriff ganz abzuschaffen und ihn durch empirietaugliche Begriff wie dem Lernen oder der Sozialisation zu ersetzen.
Wolfgang Klafki griff diese Kritik aus bildungstheoretischer Grundhaltung heraus in seiner „kritisch-konstruktiven Erziehungswissenschaft“ auf, ebenso Heinz-Joachim Heydorn in seiner „kritischen Bildungstheorie“.
Rainer Kokemohr, Winfried Marotzki und Hans-Christoph Koller haben versucht, bildungstheoretische Überlegungen mit biografischen Erzählungen zu verknüpfen. (vgl.: Hans-Christoph Koller und Rainer Kokemohr: Lebensgeschichte als Text. Zur biographischen Artikulation problematischer Bildungsprozesse. Weinheim, Basel)
Otto Hansmann und Winfried Marotzki haben zwischen 1986 und 1989 im Rahmen eines disziplinären Kooperationsprojekts den Versuch unternommen, die überlieferte Bildungstheorie auf Aspekte der Entwicklung der Gesellschaft im letzten Drittel des 20. Jahrhunderts kritisch zu beziehen. Dieses Herausgeberprojekt liegt in 2 Bänden vor. (Vgl.: O. Hansmann / W. Marotzki: Diskurs Bildungstheorie. Weinheim: Deutscher Studien Verlag 1988 und 1989. Im Band I fanden die Rahmenaspekte Arbeit (Kontext I), Wissenschaft und Politik (Kontext II), Subjektivitätskonstitution und Wirklichkeitsverarbeitung (Kontext III) sowie Wertorientierung, Ethik und Religion (Kontext IV) besondere Berücksichtigung. Die bildungstheoretische Problemgeschichte ist im Band II in den Diskurs einbezogen und aktualisiert worden.
Gesa Heinrichs beschreibt in ihrer Analyse der Geschlechterbildung Bildung als eine diskursive Praxis, in der sich die Bildung des Subjekts vollzieht. Im Zusammenspiel von Selbst- und Fremdzuschreibungen gehe es deshalb darum, eine Bildung zu ermöglichen, die sich dem Normierungszwang der Geschlechterrollen möglichst weit entzieht.